# ヴォイテク・クルティカ
ヴォイテク・クルティカ（Wojciech Kurtyka, 1947年9月20日 - ）は、ポーランドの登山家、クライマー。アルパインスタイルによる高所登山のパイオニアの一人。

## 経歴
21歳のときに登山を始め、ポーランドのタトラ山脈で多くの困難な登攀をこなす。1971年にはアルプスに初遠征する。
1973年にはノルウェーのトロール壁の冬季初登頂に成功したことで、海外でよく知られるようになった。1972年からヒマラヤ方面の遠征を開始し、同年、ヒンドゥークシュのアケール・キオー北西稜の初登攀をアルパインスタイルで成し遂げた。1974年と76年にポーランド隊の大規模な極地法遠征に参加したが敗退し、それ以後は軽装備の登山スタイルに専念する。
クルティカはアルパインスタイルでいくつもの初登攀を成し遂げている。有名な登攀には、ガッシャーブルムIV峰西壁初登攀、ブロードピークの3峰縦走、トランゴタワー東壁初登攀、チョ・オユー南西壁とシシャパンマ南西壁の初登攀（それぞれ1日で登攀）、などがある。
チームメイトには世界的に著名なヒマラヤ登山家が多い。例えば、アレックス・マッキンタイア(1977, 1978, 1980, 1981)、イェジ・ククチカ(1981, 1983, 1984)、ダグ・スコット(1993)、エアハルト・ロレタン(1988, 1990, 1991, 1997)、ラインホルト・メスナー(1982)、山野井泰史(2000, 2001)などがいる。

## 登山歴

### ロッククライミング
- 8a, 8a+までの新ルート（ポーランドのクラッグ）
- 7c+ルートのフリーソロ(1985年)

### ヨーロッパ
スカンジナビア
- 1973 – トロール壁（英語版）北壁、冬季初登頂 （Marek Kęsicki、Ryszard Kowalewski、Tadeusz Piotrowskiと）

アルプス、モンブラン山塊
- 1971 – ノワール針峰（英語版）西壁 （Janusz Kurczabと）
- 1973 – プティ･ドリュ（英語版）西壁、アメリカンダイレクト （Andrzej Tarnawskiと）
- 1973 – プティ・ドリュ北壁、新ルート （イェジ・ククチカ、Marek Łukaszewskiと）
- 1975 – グランド・ジョラス北壁、新ルート （イェジ・ククチカ、Marek Łukaszewskiと）

### ヒマラヤ
- 1972 – コー・イ・テズ 7015m (ヒンドゥークシュ) 北稜、新ルート （Alicja Bednarz、Ryszard Koziołと)
- 1972 – アケール・キオー 7025mまたは7017m (ヒンドゥークシュ) 北西壁、新ルート （Jacek Rusiecki、Marek Kowalczyk、Piotr Jasiński と）
- 1977 – コー・イ・バンダカー 6868m (ヒンドゥークシュ) 北東壁、新ルート （アレックス・マッキンタイア、ジョン・ポーターと）
- 1978 – チャンガバン 6864m (ガルワール・ヒマラヤ) 南壁ダイレクト、新ルート （アレックス・マッキンタイア, ジョン・ポーター、クシストフ・ズレックと）
- 1980 – ダウラギリ - 東壁、新ルート、アルパインスタイル (登頂は断念) （René Ghilini、アレックス・マッキンタイア、Ludwik Wilczyńskiと）
- 1982 – ブロードピーク - ノーマルルート、アルパインスタイル （イェジ・ククチカと）
- 1983 – ガッシャーブルムI峰、ガッシャーブルムII峰 - 2つの新ルート、アルパインスタイル （イェジ・ククチカと）
- 1984 – ブロードピーク - 北峰、中央峰、主峰縦走、アルパインスタイル （イェジ・ククチカと）
- 1985 – ガッシャーブルムIV峰 7925m 西壁初登攀（登頂は断念）、アルパインスタイル （ロベルト・シャウアーと）
- 1988 – トランゴ・ネームレス・タワー 6239m 東壁、新ルート （エアハルト・ロレタンと）
- 1990 – チョ・オユー - 南西壁、新ルート、アルパインスタイル （エアハルト・ロレタン、ジャン・トロワレと）
- 1990 – シシャパンマ中央峰 8008m 南西壁、新ルート、アルパインスタイル （エアハルト・ロレタン、ジャン・トロワレと）
- 1995 – Losar （ナムチェバザールから近い700mの氷瀑） 第二登 (Maciej Rysulaと)
- 2001 – ビャヒラヒ・タワー(セントラルタワー) 約5700m (カラコルム) 南壁、新ルート (山野井妙子、山野井泰史と）

敗退した遠征
- 1974 – ローツェ 8516m 初の冬季遠征隊メンバーとして参加 (Andrzej ZawadaとAndrzej Heinrichは12月27日に8250mまで達した)
- 1976 – K2 8611m 東稜、敗退 (約7900mまで、隊の最高到達地点は約8400m）
- 1981 – マカルー 8481m 西壁、7900mまで （イェジ・ククチカ、アレックス・マッキンタイアと）
- 1982 – チョ・オユー 冬季、敗退 （ラインホルト・メスナーと）
- 1987-2000 – K2 西壁、数回登攀  6650mまで(1994)
- 1993, 1997 – ナンガ・パルバット 8126m マゼノリッジ、敗退
- 2001 – ラトック I 7145m 北壁敗退 (山野井妙子、山野井泰史と）